# Иса (приток Салды)
Иса — река в России, протекает по Горноуральскому городскому округу и Верхнесалдинскому городскому округу Свердловской области. Устье реки находится в 79 км по левому берегу реки Салда (впадает в Верхне-Салдинское водохранилище). Длина реки составляет 45 км. На реке созданы несколько прудов и Исинское водохранилище, плотина которого расположена в 1,5 километрах от устья реки.
Площадь водосборного бассейна — 333 км².

## Притоки
Река имеет ряд притоков, в том числе:
- 12 км: Северка
- 20 км: Салка

## Данные водного реестра
По данным государственного водного реестра России относится к Иртышскому бассейновому округу, водохозяйственный участок реки — Тагил от города Нижний Тагил и до устья, речной подбассейн реки — Тобол. Речной бассейн реки — Иртыш.
Код объекта в государственном водном реестре — 14010501512111200005491.